# Yanielys Torres
Yanielys Torres (* 5. September 2003) ist eine puerto-ricanische Leichtathletin, die sich auf den Hammerwurf spezialisiert hat.

## Sportliche Laufbahn
Erste internationale Erfahrungen sammelte Yanielys Torres im Jahr 2019, als sie bei den U18-NACAC-Meisterschaften in Santiago de Querétaro mit einer Weite von 50,90 m die Bronzemedaille mit dem leichteren 3-kg-Hammer gewann. 2023 belegte sie bei den Zentralamerika- und Karibikspielen (CAC) in San Salvador mit 61,02 m den fünften Platz und anschließend gewann sie bei den U23-NACAC-Meisterschaften in San José mit 58,81 m die Silbermedaille hinter der US-Amerikanerin Jalani Davis.
2023 wurde Torres puerto-ricanische Meisterin im Hammerwurf.